# Zdravko Jerak
Zdravko Jerak (Debeljak 4. veljače 1944.), bivši hrvatski košarkaš, istaknuti stručnjak niskogradnje i prometa, te dugogodišnji šef zadarskih Hrvatskih cesta.

## Životopis
Rođen je u Debeljaku 4. veljače 1944. godine. Osnovnu je školu završio u Sukošanu, a srednju u Zadru. Dvije je godine potom bio na brodu. Polovicu zarade dao je ocu za obitelj, a od drugog dijela zarade otišao je studirati građevinu u Maribor. Završio je Višu građevinsku školu u Mariboru i stekao naslov inženjera niskogradnje, a završio je i Fakultet prometnih znanosti u Zagrebu gdje je stekao zvanje diplomiranog inženjera cestovnog prometa. Kao istaknuti stručnjak niskogradnje i prometa dobio je 2007. godine od Hrvatskog društva za ceste - Via Vita nagradu "Stjepan Lamer" za životno djelo. Radi kao šef ispostave Hrvatskih cesta u Zadru.

### Športska karijera
Košarku je počeo igrati u Zadru, a dolaskom na studije u Maribor zaigrao je za KK Maribor kojem je pomogao da uđe u tadašnju prvu košarkašku ligu. Za KK Maribor igrao je od 1966. do 1970. godine, dvije u prvoj, dvije u drugoj ligi. Bio je reprezentativac studentske reprezentacije Slovenije.
U KK Zadar se je vratio rujna 1970. u kojem je igrao do do konca 1978. godine. Član slavne Zadrove petorice: Đerđa, Skroče, Perinčić, Jerak i Ćosić. Osvojio je dva naslova državnog prvaka 1974. i 1975. Sa Zadrom je 1974/.75. došao do polufinala Kupa europskih prvaka. Igrali su: Krešimir Ćosić, Josip Đerđa, Doug Richards, Nedjeljko Oštarčević, Čedomir Perinčić, Branko Skroče, Zdravko Jerak, Bruno Marcelić, Tomislav Matulović, a vodio ih je Lucijan Valčić. Nakon što je otišao Đerđa, zadnje je tri godine bio kapetan. 
Bio je prvi igrač koji je u Sportskim novostima dobio ocjenu 6, a maksimalna je bila 5. Bilo je to na utakmici protiv Lokomotive gdje je Jerak u pobjedi Zadra postigao 19 poena i imao 31 skok .
S veteranima KK Zadra osvojio je 1989. naslov prvaka Europe.

## Vanjske poveznice
- Sezona 1978./79., oproštaj Zdravka Jeraka i finale Kupa Zadarski list